# Petra Gipp
Petra Maria Gipp, född 12 januari 1967, är en svensk arkitekt och konstnär. Petra Gipp driver sedan 2009 det Stockholmsbaserade arkitektkontoret Petra Gipp Arkitektur.

## Utbildning
Petra Gipp är utbildad vid Kunstakademiets Skoler for Arkitektur, Design og Konservering i Köpenhamn med Peter Bjerrum, emeritus, dr. arch.

## Utställningar
Petra Gipp har medverkat i utställningar i bland annat Stockholm, Helsingfors och Venedig, både med egna verk och genom samarbeten med exempelvis tonsättare Kim Hedås och textilkonstnären Akane Moriyama. Petra Gipps konstverk Refugium visas permanent på Kivik Art Centre.

## Priser
Petra Gipp har erhållit flera konstnärsstipendier, bland annat från Kungliga Akademien för de fria konsterna och Konstnärsnämnden. Hon fick Skånes arkitekturpris 2011 för Refugium på Kivik Art Centre.

## Verk
- Ekonomibyggnader, Solna, Sverige, 2011.
- Privathus, Vättern, Sverige, 2013.
- Liljevalchs konsthall, Stockholm, Sverige, 2014.
- Uppfinnarverkstad för audiovisuell design, Linköping, 2014.
- Privathus, Örnberget, Sverige, 2015.
- Flyget till Bruksgården, Höganäs, Sverige, 2017. Nominerad till Kasper Salin-priset 2017.
- Privathus, Rörbäck, Sverige, 2020.
- Samlingslokal, Kakuma flyktingläger, Kenya, 2021.